# Campionati europei di nuoto di fondo 2025 - 5km femminile
La gara femminile dei 5km ai campionati europei di nuoto di fondo 2025 si è svolta il 29 maggio 2025 a Cittavecchia. Hanno preso parte alla competizione 26 atleti

## Risultati
| Pos. | Atleta                  | Tempo      | Gap      |
| ---- | ----------------------- | ---------- | -------- |
|      | Ginevra Taddeucci       | 59:51.95   |          |
|      | Viktória Mihályvári     | 59:53.94   | +1.99    |
|      | María de Valdés Álvarez | 59:55.03   | +3.08    |
| 4    | Celine Rieder           | 59:55.36   | +3.41    |
| 5    | Paula Otero Fernández   | 59:57.23   | +5.28    |
| 6    | Giulia Gabbrielleschi   | 59:57.26   | +5.30    |
| 7    | Inès Delacroix          | 59:57.48   | +5.53    |
| 8    | Candela Sánchez Lora    | 59:58.78   | +6.83    |
| 9    | Barbara Pozzobon        | 59:59.05   | +7.10    |
| 10   | Mafalda Rosa            | 1:00:07.36 | +15.41   |
| 11   | Klaudia Tarasiewicz     | 1:00:21.13 | +29.18   |
| 12   | Janka Juhász            | 1:00:21.46 | +29.51   |
| 13   | Louna Kasvio            | 1:00:26.16 | +34.21   |
| 14   | Su İnal                 | 1:00:27.53 | +35.58   |
| 15   | Alena Benešová          | 1:00:35.93 | +43.98   |
| 16   | Leonie-Sarah Tenzer     | 1:01:18.77 | +1:26.82 |
| 17   | Špela Perše             | 1:03:08.16 | +3:16.21 |
| 18   | Matea Sumajstorčić      | 1:03:39.39 | +3:47.44 |
| 19   | Omer Shwartz            | 1:03:45.37 | +3:53.41 |
| 20   | Selinnur Sade           | 1:03:48.29 | +3:56.33 |
| 21   | Mariana Mendes          | 1:03:48.43 | +3:56.47 |
| 22   | Tuna Erdoğan            | 1:03:58.94 | +4:06.99 |
| 23   | Maša Arnež              | 1:08:35.93 | +8:43.97 |
| 24   | Jonna Joensen           | 1:09:46.92 | +9:54.96 |
| -    | Klara Bosnjak           | DNS        | DNS      |
| -    | Bettina Fábián          | DNS        | DNS      |